# 萧讹笃斡
萧讹笃斡（?—?），辽国官员。契丹人。契丹审密部人。先世于遥辇氏部落联盟时期为本部夷离堇（军事首领）。北府宰相蕭海瓈曾孙，乌古节度萧图玉之孙。

## 父
萧双古，南京统军使。娶辽圣宗耶律隆绪的第六女荆国公主耶律钿匿。生下蕭訛篤斡。

## 生平
蕭訛篤斡，迎娶三韓郡王耶律合魯之女骨浴公主，以骁勇善战著名于世，官至烏古敵烈部統軍使。死于乌古敌烈部统军使任上。